# Seh Chek
Seh Chek (en persan : سه چك) est un village de la province de Kermanshah en Iran. Lors du recensement de 2006, sa population était de 321 habitants pour 74 familles.